# 42. Międzynarodowy Festiwal Filmowy w Wenecji

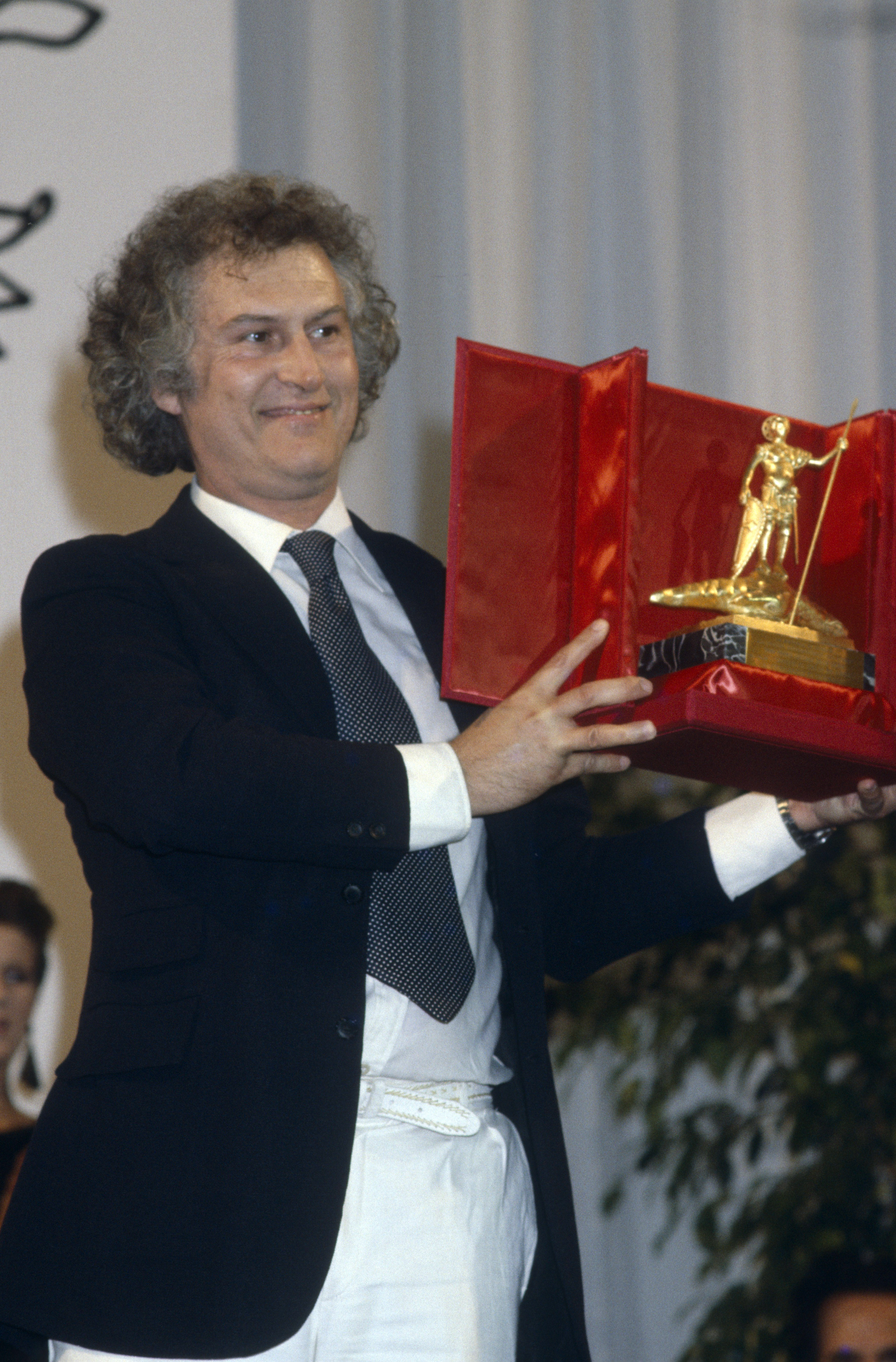
Fernando Solanas, laureat Grand Prix Jury

42. Międzynarodowy Festiwal Filmowy w Wenecji odbył się w dniach 26 sierpnia – 6 września 1985 roku.
Jury pod przewodnictwem polskiego reżysera Krzysztofa Zanussiego przyznało nagrodę główną festiwalu, Złotego Lwa, francuskiemu filmowi Bez dachu i praw w reżyserii Agnès Vardy. Drugą nagrodę w konkursie głównym, Nagrodę Specjalną Jury, przyznano argentyńskiemu filmowi Tanga dla Gardela w reżyserii Fernando Solanasa.
Honorowego Złotego Lwa za całokształt twórczości otrzymali trzej reżyserowie: Włoch Federico Fellini, Amerykanin John Huston oraz Portugalczyk Manoel de Oliveira.

## Członkowie jury

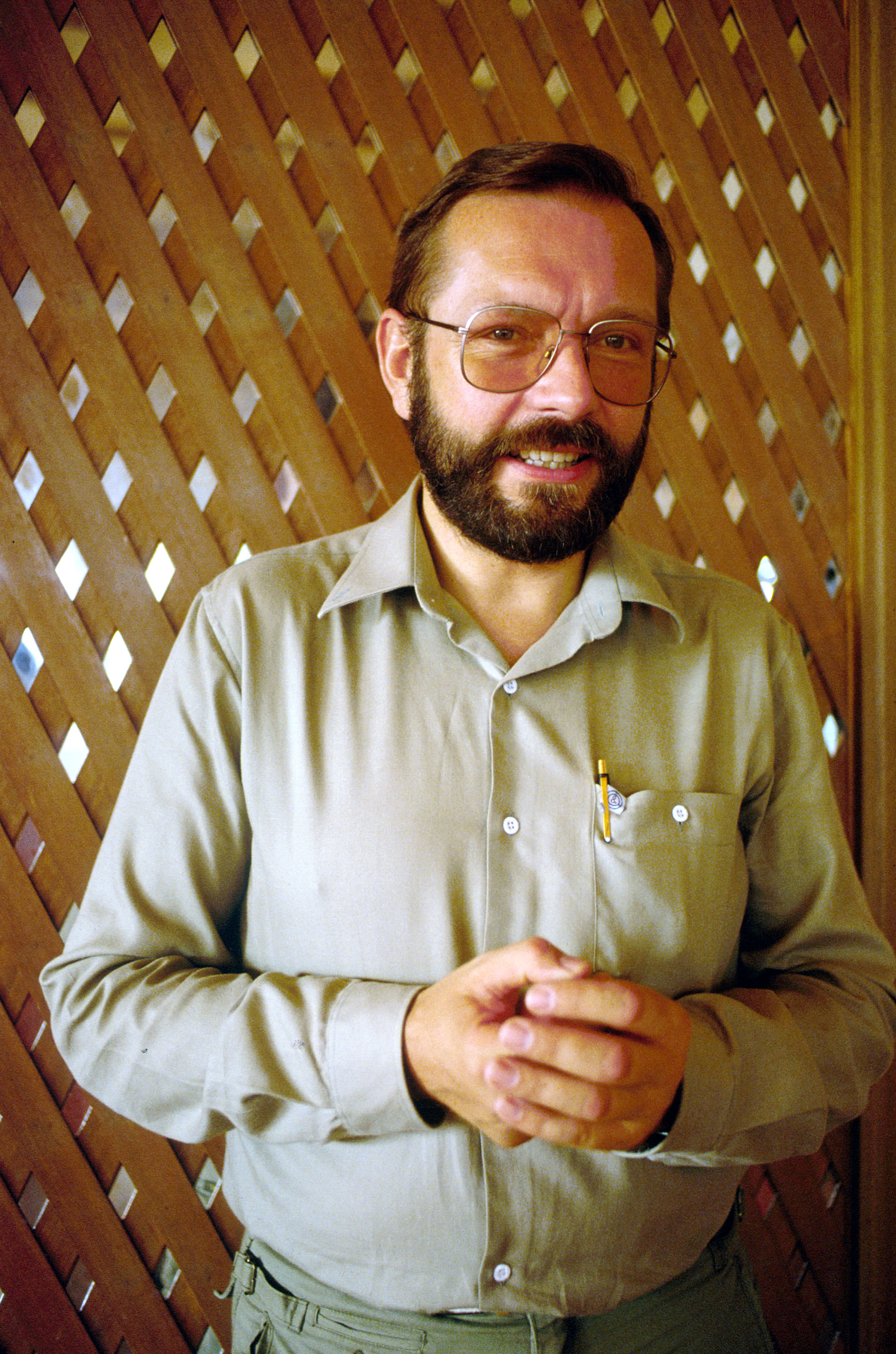
Przewodniczący jury konkursu głównego Krzysztof Zanussi

### Konkurs główny
- Krzysztof Zanussi, polski reżyser − przewodniczący jury[3]
- Guido Aristarco, włoski krytyk filmowy
- Gaspare Barbiellini Amidei, włoski dziennikarz
- Ricardo Bofill, hiszpański architekt
- Frank Capra, amerykański reżyser
- Jean d'Ormesson, francuski pisarz
- Odiseas Elitis, grecki poeta
- Kon Ichikawa, japoński reżyser
- Eugène Ionesco, rumuński dramaturg
- Elem Klimow, rosyjski reżyser
- Lino Micciché, włoski historyk kina
- Zoran Mušič, słoweński malarz
- John Schlesinger, brytyjski reżyser
- Renzo Vespignani, włoski ilustrator